# Горлаго
Горла̀го (на италиански: Gorlago; на ломбардски: Gorlàgh, Горлаг) е градче и община в Северна Италия, провинция Бергамо, регион Ломбардия. Разположено е на 233 m надморска височина. Населението на общината е 5173 души (към 2017 г.).